# Michel de Ghelderode
Michel de Ghelderode (eredeti nevén Adhémar-Adolphe-Louis Maertens) (Ixelles, 1898. április 3. – Brüsszel, 1962. április 1.) belga avantgárd drámaíró.

## Élete
Törékeny, beteges gyerek volt, apjától a történelem iránti érdeklődését, anyjától az okkultizmus iránti vonzódását örökölte.
1910 és 1914 között Ghelderode a St Louis Intézetbe járt, zenét és festészetet tanult. Egy súlyos betegség miatt részben megbénult. Fel kellett adnia az iskolát, arra kényszerült, hogy a művészetben keressen önkifejezést. A színházak, cirkuszok, mozik helyett az olvasásra szokott rá. Olvasott Erzsébet-kori darabokat, a spanyol aranykor nagyjait, Strindberget, Cervantest, Tolsztojt, Poe-t és Alfred Jarryt. 1916-ban kezdett írni, hamarosan találkozott Fernand Crommelynck belga drámaíróval. 1916-ban kezdett el kutatni elfelejtett marionett-darabok után. Első darabját, a La mort regarde à la fenêtre-t (A Halál benéz az ablakon) 1919-ben Le repas des fauves-t a kritika leszúrta, Ghelderode megsértődött, és visszavonult a színpadtól pár évre, darabokat továbbra is írt. Első publikált műve a Károly király komikus története (1922) mesegyűjtemény, egész életében érdekelte a flamand művészet.
1923-tól 1929-ig Schaerbeekben, Brüsszel külvárosában dolgozott. Miután 1924-ben megházasodott, a La Flandrie Littéraire munkatársa, majd társszerkesztője lett. Első fontos darabját, a Dr. Faust halálát (La mort du Dr Faust) 1925-ben fejezte be, és ugyanabban az évben kezdődött együttműködésük John de Meester holland színházigazgatóval, akinek több darabot is írt. 1930-ig dolgoztak együtt, a csúcs a Barabbás 1928-as bemutatása volt. Két kötetnyi Ghelderode-darabot kiadtak 1928-ban, Ghelderode ismertté vált Párizsban és Rómában is.
A Népszerű Flamand Színház, a Vlaamse Volkkstoenel 1930-ban bemutatta Ghelderode-tól a Pantagleize-t, a főszereplő meghalt az egyik előadás előtt. Delíriumában Ghelderode-szerepekkel küzdött, a szöveget mondta. Ghelderode nagyon meghatódott, belekezdett a Színész el (Sortie de l'acteur, 1929-35) c. darabba. Az "élő" színpadot otthagyta, a bábszínházban dolgozott, rádiójátékokat, darabokat írt. 1939-ben szakított a színpaddal és belekezdett emlékirataiba (Une saison en enfer), amelynek címét Rimbaud szimbolista költő művéről másolta. 1946-ban a Le Journal de Bruges-nek kezdett írni, egészen 1953-ig munkatársuk maradt.
Ghelderode nemzetközi hírneve 1949-ben keletkezett, amikor Jean-Claude Barrault rendezésében bemutatták a Pokoli pompát (Fastes d'enfer). Akkora botrány lett, hogy a darabot nem is mutatták be az első éjszaka után. Ghelderode számtalan díjat kapott, de nem tért vissza ezután se. 1962-ben hosszú szenvedés után, két nappal 64. születésnapja előtt,  Brüsszelben halt meg.
Legtöbb drámáját a két világháború között írta, sokat sose adták elő. Drámáiban a kegyetlenségeket a reneszánsz drámára emlékeztetve halmozza egymásra, mondatai barokkos körmondatok. 1934-ben írott darabja, a Kószál a nagy kaszás (Le Balade du Grand Macabre) ihlette Ligeti György operáját, Le grand macabre-ot.

## Művei
Ghelderode darabjai a szó szoros értelmében színpadiasak: az ő színpada képekkel, mozdulatokkal, színekkel, energiával operál. Ő maga mondta, hogy "a képzelet világát fedeztem fel az eszmék világa helyett". Oeuvre-je – amit több mint 60 darabból áll – sokat merít Hieronymus Bosch és Id. Pieter Bruegel festményeiből, és James Ensor groteszk, élénk maszkjaival. A vakok (Les aveugles, 1930) és Le cavalier bizarre (A furcsa lovas, 1920) Id. Pieter Bruegel festményein alapulnak. Néhány darabja, mint a Kószál a nagy kaszás a fantasztikus Brueghelmonde-ban játszódik. (Igaz, a magyar fordítás ezt a poént elveszi, Berughelföldre változtatja.) Sok darabját eredetileg báboknak írta.
A témák egy központi gondolat köré rendeződnek – a világ bűnök karneválja. Akármilyen tisztaság létezik is, mint a Pantagleize-ben, Ghelderode-nál a test mohó vágyai és a közönséges környezet tönkreteszi ezt. A Pokoli pompában (Fastes d'enfer, 1937) Jan in Eremo képviseli ezt a tisztaságot. Időről időre megjelenik a Ghelderode-darabokban egy misztikus, egy vizionárius, és megmutatja az utat, de gyakran félreértik és szent őrülteknek kiáltják ki őket. Ghelderode szemében nem az élet maga abszurd, hanem az emberi vakság.
Ghelderode műveit áthatja egyfajta pogány miszticizmus. Műveinek sajátos varázsa a szent és a pogány közti feszültség. Ez a jellegzetessége legtisztábban a Mademoiselle Jaire-ban (Jairus kisasszony, 1934) látszik: a darab a népmese és a horror keveréke.
Ghelderode határozottan hitt abban, hogy "a színház ösztönös cselekvés".
- Christophe Colomb (1927)
- Escurial (1927)
- Don Juan (1928)
- Barabbás (Barabbas, 1928)
- Pantagleize (1929)
- Színész el (Sortie de l'acteur, 1930-35)
- La mort de Dr Faust (1930)
- Vörös mágia (Magie rouge, 1931)
- Hamlet szomorúsága (Le Chagrin d'Hamlet, 1932)
- A vakok (Les aveugles, 1933)
- Mademoiselle Jaire (1934)
- Kószál a nagy kaszás (1935)
- Hop Signor! (1935)
- Pokoli pompa (Fastes d'enfer, 1937)
- Bolondok iskolája (L'école des bouffons, 1942)
- Marie la misérable (1952)

### Magyarul
- Drámák; vál., utószó Szántó Judit, ford. Betlen János et al.; Európa, Budapest, 1982
- Ligeti György: Le grand macabre. Opera két felvonásban, de egy részben; librettószöveg Michel De Ghelderode: La ballade du grand macabre színműve alapján Michael Meschke, Ligeti György, ford. Kovalik Balázs, Káin Péter, Horgas Judit; Budapesti Fesztiválközpont Kht., Budapest, 1997

## Külső hivatkozások
- Ghelderode hivatalos honlapja szülőhazájában
- György Ligeti operája a Kószál a nagy kaszás c. dráma nyomán
- Zoltan Demme balettje a Barabbas c. dráma nyomán